# Рангел-Сент-Элайас
Национальный парк и заказник Рангел-Сент-Элайас («Врангель — Святой Илья») — национальный парк США на юго-востоке штата Аляска, основанный 2 декабря 1980 года. Парк является частью объекта всемирного наследия ЮНЕСКО, включённого в список с 1979 года. Это наибольший по площади национальный парк в США, занимающий более 53 321 км², на его территории находится вторая по высоте гора США — гора Святого Ильи (5489 м) и Набесна, крупнейший долинный ледник Северной Америки. Национальный парк граничит с национальным парком Клуэйн в Канаде.
В парк можно попасть по автомобильной дороге от ближайшего города Анкоридж. Две гравийные дороги проходят сквозь парк, позволяя устраивать кемпинги и привлекая туристов. В 2007 году парк посетило 61 085 туристов.

## Галерея

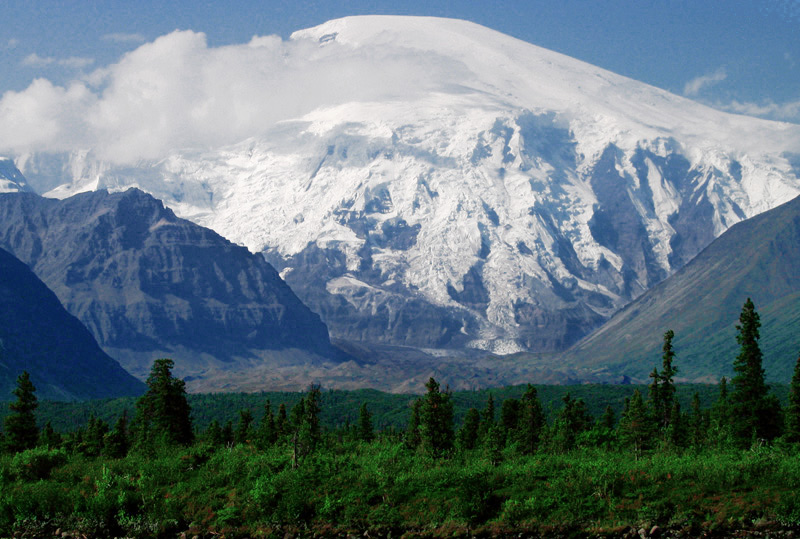
Гора Санфорд
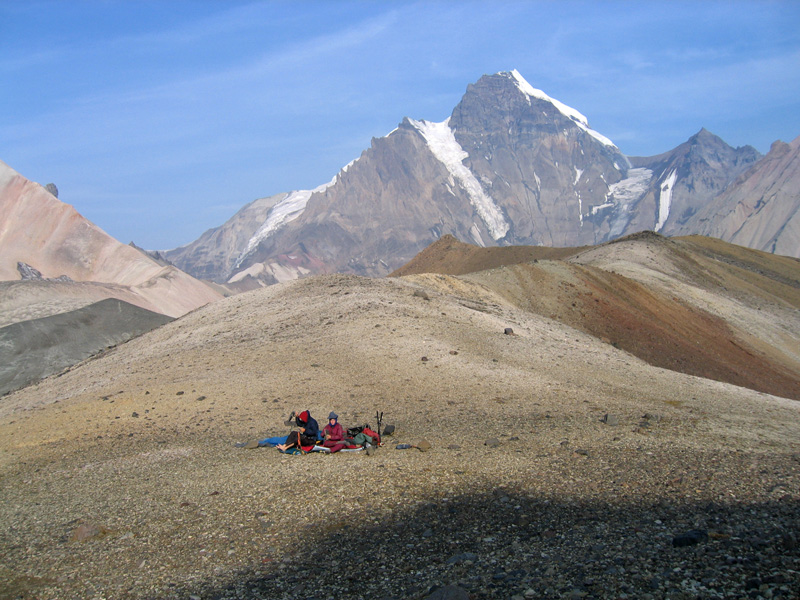
Путешественники на перевале между горами Санфорд и Драм
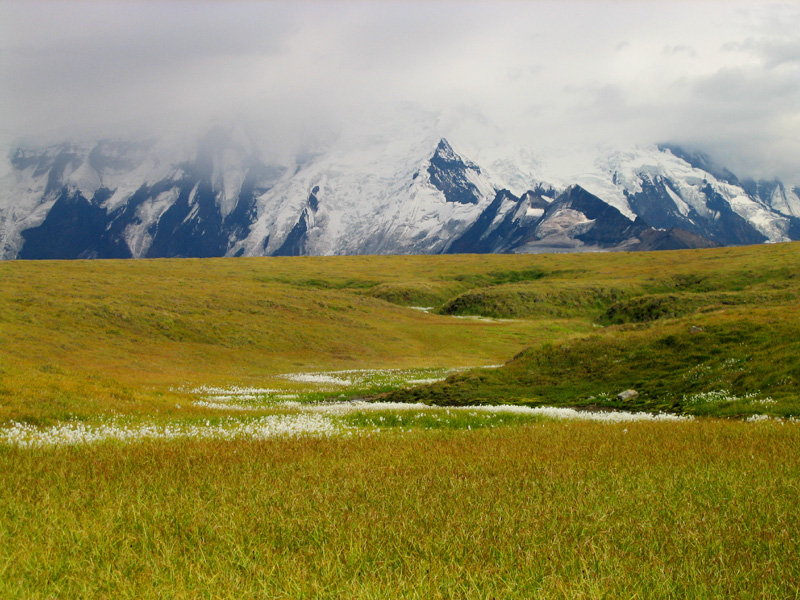
Гора Санфорд
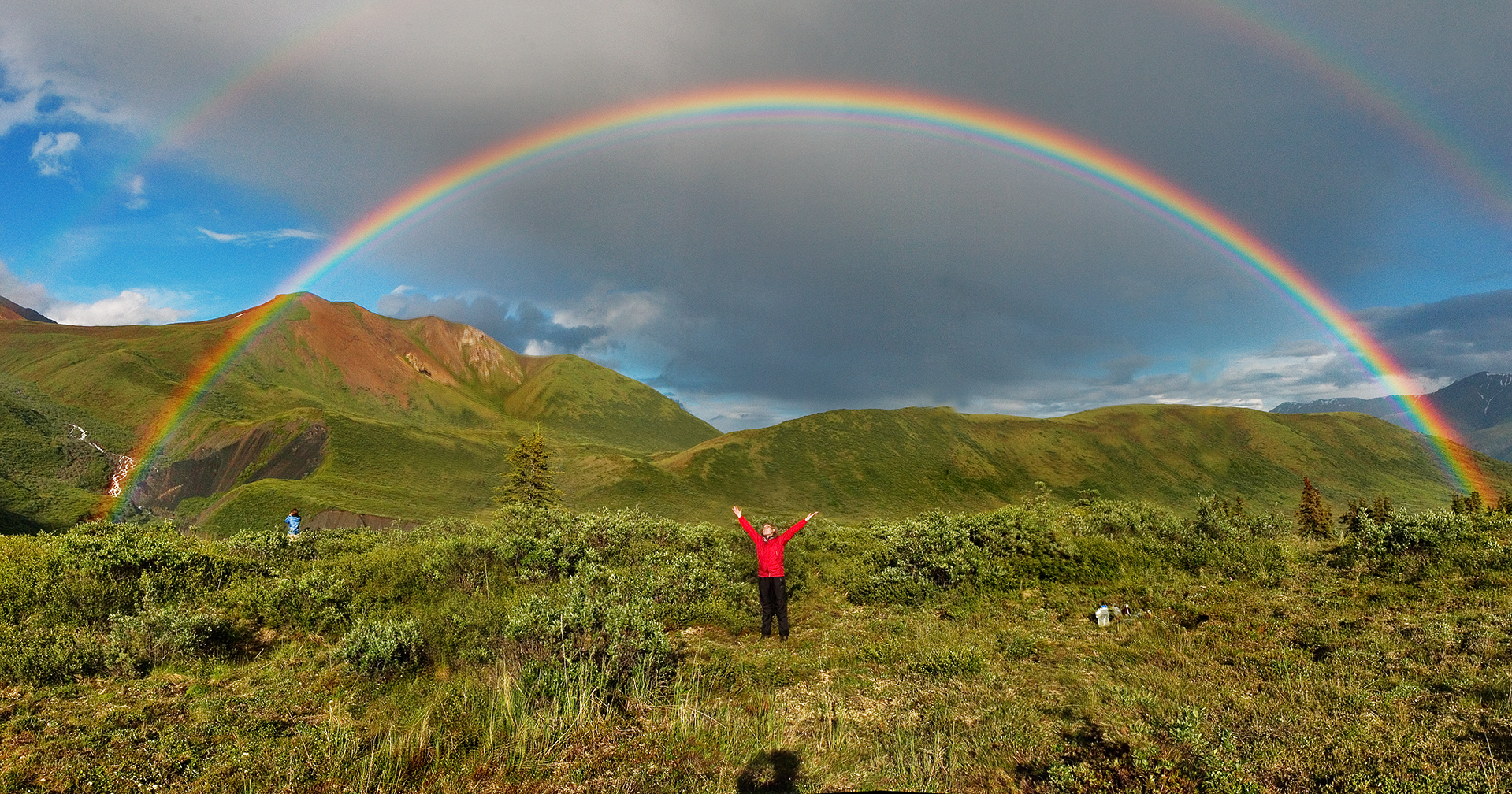
Двойная радуга в парке